# باك كونتري (فلم)
باك كونتري (بالإنجليزية: Backcountry) فيلم رعب - مقتبس من قصة حقيقية - تم انتاجه في كندا وصدر سنة 2014. من بطولة ميسى بيريجريم، جيف روب واريك بلفور.

## القصة
يتوجه الزوجان (ألكس وجين) بعد طول تشاور في رحلة تخييم في إحدى المناطق البرية الكندية، وفي واحدة من مناطقهم المفضلة، وفي ليلتهم الأولى، يقابل الزوجان رجلًا غريبًا يُدعى (براد)، ويشكان في نواياه نحوهما، وبعد تجوالهما لمدة ثلاثة أيام وفق الطريق الذي اتخذاه، يفقد الزوجان طريقهما، ويصيران ضائعين بلا طعام أو شراب، لكن هذه لن تكون هي مشكلتهم الوحيدة.

## روابط خارجية
- باك كونتري على موقع IMDb (الإنجليزية)
- باك كونتري على موقع ميتاكريتيك (الإنجليزية)
- باك كونتري على موقع روتن توميتوز (الإنجليزية)
- باك كونتري على موقع نتفليكس (الإنجليزية)
- باك كونتري على موقع قاعدة بيانات الأفلام العربية
- باك كونتري على موقع ألو سيني (الفرنسية)
- باك كونتري على موقع Turner Classic Movies (الإنجليزية)
- باك كونتري على موقع أول موفي (الإنجليزية)
- باك كونتري على موقع فيلمافينيتي (الإسبانية)
- باك كونتري على موقع قاعدة بيانات الأفلام السويدية (السويدية)